# Ballance
Ballance es un videojuego de rompecabezas por niveles, desarrollado por Cyparade en abril de 2004 para PC.
El jugador debe controlar una bola por un laberinto de caminos y rieles. Al desplazarse, el jugador se enfrentará a varios obstáculos mecánicos como balancines, puentes de suspensión, péndulos, etc. El objetivo del juego es alcanzar el final de cada nivel sin caerse. La especialidad de Ballance aparece con la realista simulación física de sus elementos. Entender la inercia de la bola y los procesos mecánicos ayudarán al jugador a tener éxito en el juego.
El 5 de enero de 2024, el juego fue relanzado para comprar vía Steam y en GOG, siendo distribuido por Ziggurat, pero aun con la introducción del juego original de atari y soporte de lenguaje en Español, Inglés, Francés y Alemán.

## Temática
Ballance es una combinación de un rompecabezas y un juego de habilidad. Mientras que el elemento de habilidad es omnipresente, - todo depende de controlar a la bola - el elemento de inteligencia se revela en la forma de "rompecabezas de física". Estos rompecabezas radican en la intuitiva arquitectura de los niveles y los principios de mecánica simple. Usualmente se refieren a la transformación física de la bola (papel, madera o piedra). Al explorar el mundo de este juego y sus reglas, la vista de abismos sin fin dan una sensación de profundidad al jugador. 

## Sistema del juego
Género: Rompezabezas

Plataforma: Windows

Mecánica: Controlado por el teclado (4 teclas para el desplazamiento y 2 para controlar la cámara)

## Juegos similares
- Switchball
- Ballex
- Marble Madness
- Kula World

## Enlaces
- Página oficial de Ballance (Archivo)
- Foro de Ballance (Archivo)
- Descargar la versión de prueba

- Datos: Q805148